# District de Chengbei
 (octobre 2018).
Si vous disposez d'ouvrages ou d'articles de référence ou si vous connaissez des sites web de qualité traitant du thème abordé ici, merci de compléter l'article en donnant les références utiles à sa vérifiabilité et en les liant à la section « Notes et références ».
Le district de Chengbei (城北区 ; pinyin : Chéngběi Qū) est une subdivision administrative de la province du Qinghai en Chine. Il est placé sous la juridiction de la ville-préfecture de Xining.